# Courrières
Ne doit pas être confondu avec Courrière.
Pour les articles homonymes, voir Courrière (homonymie).
Courrières est une commune française située dans le département du Pas-de-Calais en région Hauts-de-France. Ses habitants sont appelés les Courriérois. La commune est membre de la communauté d'agglomération Hénin-Carvin.
La commune de Courrières (nom officiel depuis 1801), située dans le sud-est du département du Pas-de-Calais, à 9 km, à vol d'oiseau, au nord-est de la commune de Lens, est une commune du bassin minier du Nord-Pas-de-Calais. C’est une commune de type grand centre urbain, appartenant à l’unité urbaine de Douai-Lens, avec une population de 10 160 habitants au dernier recensement de 2022, elle a connu un pic de population en 1982 avec 12 612 habitants.
La commune, dont l'histoire est étroitement liée à l'exploitation du charbon, est tristement connue pour la catastrophe de Courrières survenue le 10 mars 1906 dans les charbonnages de la Compagnie des mines de Courrières qui exploite alors ses fosses nos 1 et 8 - 16 et qui fit 1 099 morts.
Depuis 2012, la valeur universelle et historique du bassin minier du Nord-Pas-de-Calais est reconnue et inscrite sur la liste du patrimoine mondial de l’UNESCO, parmi les 353 sites du bassin minier inscrits au patrimoine mondial de l’UNESCO, un site se trouve dans la commune. Un monument de la commune fait l’objet d’un classement au titre des monuments historiques : l'église Saint-Piat.
La commune est décorée des croix de guerre 1914-1918 et 1939-1945.

## Géographie

### Localisation
Localisée dans le sud-est du département du Pas-de-Calais, au cœur du bassin minier du Nord-Pas-de-Calais et d'un important réseau autoroutier, Courrières est limitrophe, au nord, de Carvin, et située, à vol d'oiseau, à 9 kilomètres au nord-est de Lens (chef-lieu d'arrondissement), à 20 kilomètres au nord-est d'Arras et à 21 kilomètres au sud-ouest de Lille. Elle est enserrée sur trois côtés par le canal de Lens et le canal de la Haute-Deûle.
Le territoire de la commune est limitrophe de ceux de six communes.
Les communes limitrophes sont Carvin, Hénin-Beaumont, Montigny-en-Gohelle, Oignies, Fouquières-lès-Lens et Harnes.

### Géologie et relief
La superficie de la commune est de 8,63 km2 ; son altitude varie de 22  à   38 m.

### Hydrographie
Le territoire de la commune est situé dans le bassin Artois-Picardie.
La commune est traversée par deux canaux :
- le canal de la Deûle, d'une longueur de 58,75 km, qui prend sa source dans la commune de Douai et se jette dans la Lys au niveau de la commune de Deûlémont[4] ;

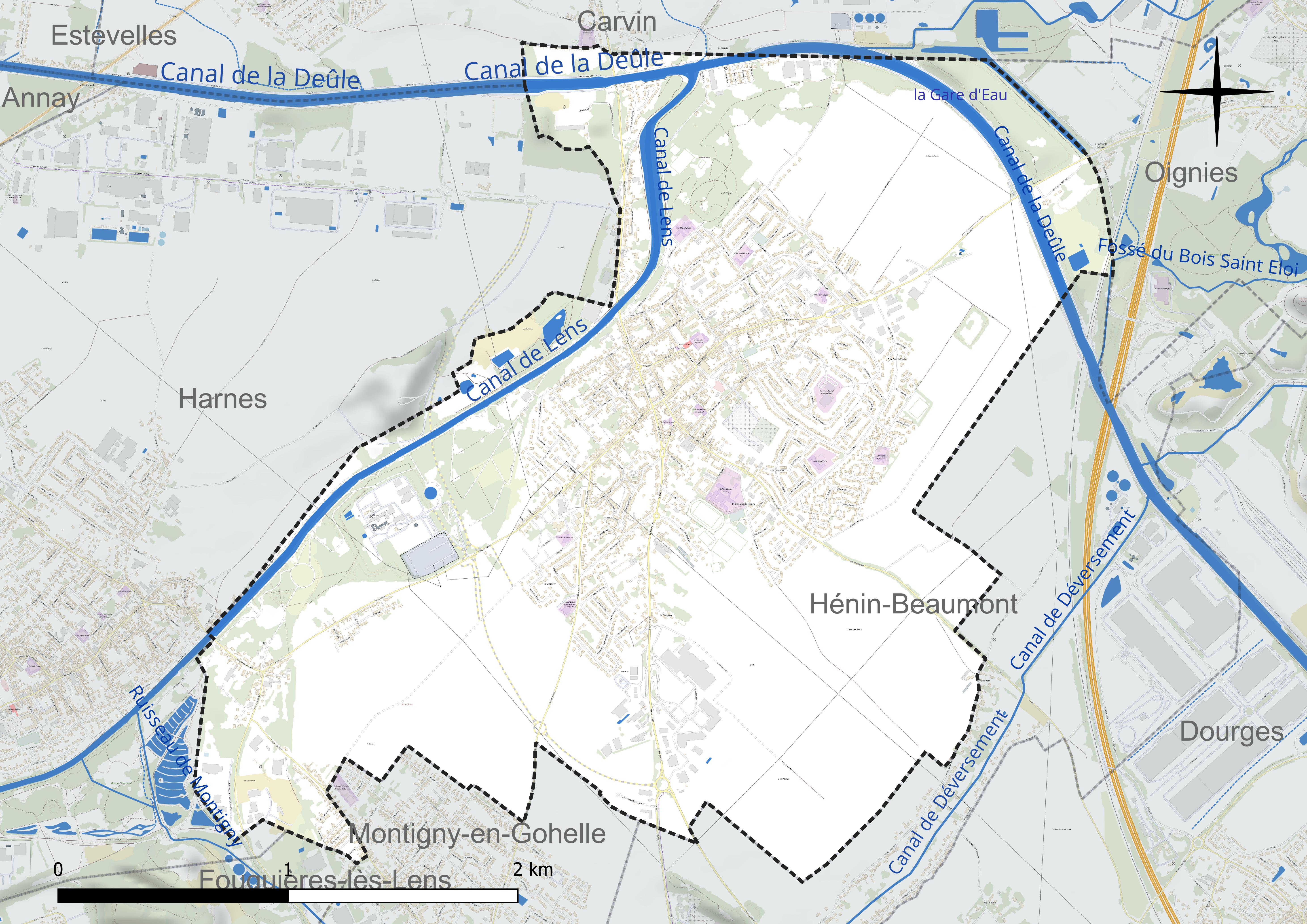
Réseau hydrographique de Courrières.

- le canal de Lens (appelé également canal de la Souchez), d'une longueur de 9,41 km, qui prend sa source dans la commune de Lens et se jette dans le canal de la Deûle au niveau de la commune[5].

La commune est également drainée par les Préaux, petit cours d'eau de 1,28 km, qui prend sa source dans la commune de Carvin et se jette dans le canal de la Deûle au niveau de Courrières.

### Climat
Pour des articles plus généraux, voir Climat des Hauts-de-France et Climat du Pas-de-Calais.
En 2010, le climat de la commune est de type climat océanique dégradé des plaines du Centre et du Nord, selon une étude du Centre national de la recherche scientifique s'appuyant sur une série de données couvrant la période 1971-2000. En 2020, Météo-France publie une typologie des climats de la France métropolitaine dans laquelle la commune est exposée à un climat océanique et est dans la région climatique Nord-est du bassin Parisien, caractérisée par un ensoleillement médiocre, une pluviométrie moyenne régulièrement répartie au cours de l’année et un hiver froid (3 °C).
Pour la période 1971-2000, la température annuelle moyenne est de 10,5 °C, avec une amplitude thermique annuelle de 14,3 °C. Le cumul annuel moyen de précipitations est de 698 mm, avec 11,8 jours de précipitations en janvier et 9,2 jours en juillet. Pour la période 1991-2020, la température moyenne annuelle observée sur la station météorologique la plus proche, située sur la commune de Douai à 13 km à vol d'oiseau, est de 11,0 °C et le cumul annuel moyen de précipitations est de 729,2 mm,. Pour l'avenir, les paramètres climatiques de la commune estimés pour 2050 selon différents scénarios d'émission de gaz à effet de serre sont consultables sur un site dédié publié par Météo-France en novembre 2022.

### Milieux naturels et biodiversité

#### Espèces faunistiques et floristiques
Le site de l’Inventaire national du patrimoine naturel (INPN) recense 495 espèces faunistiques et floristiques sur le territoire de la commune dont 55 protégées et 23 menacées et quasi-menacées.

## Urbanisme

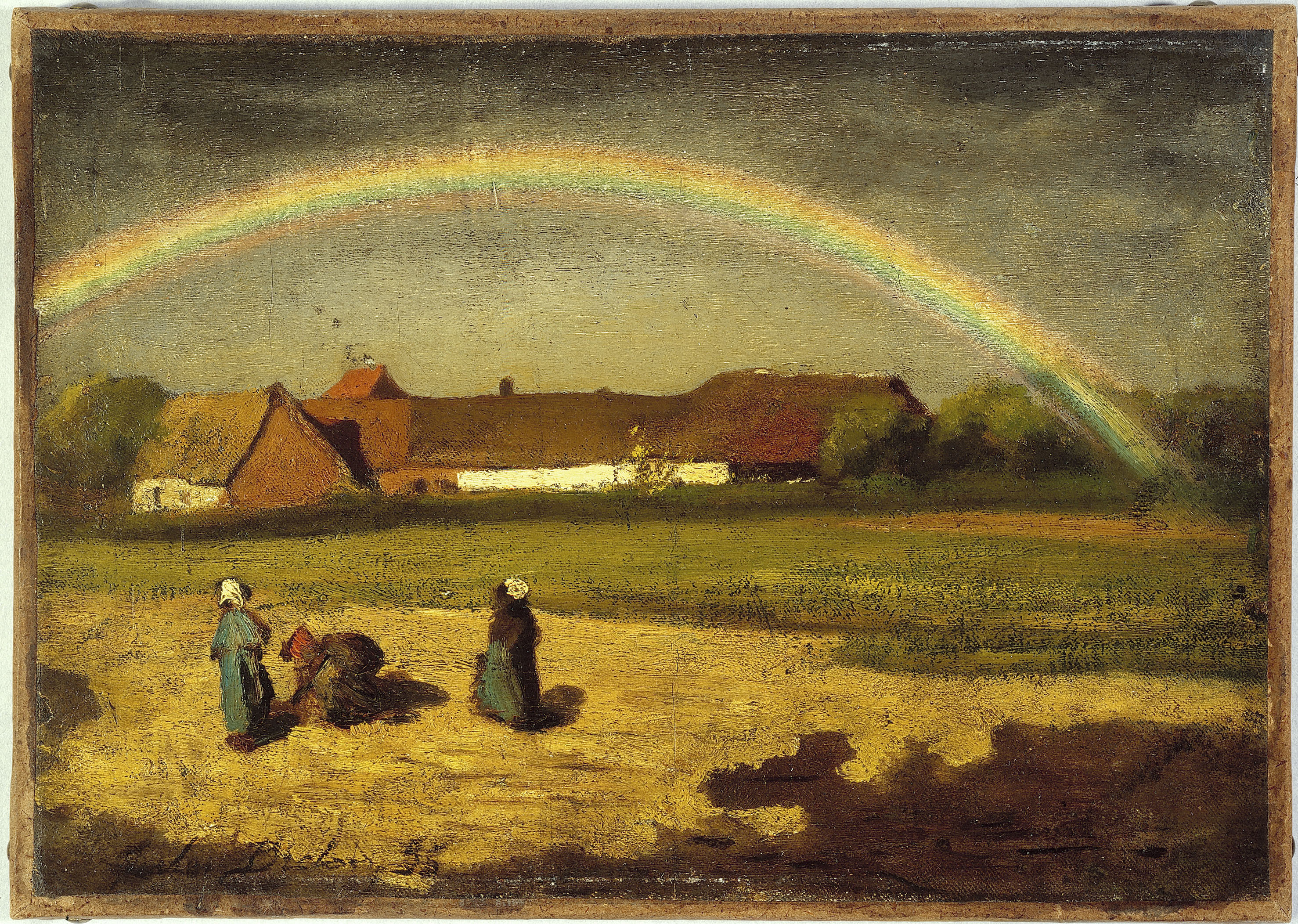
L'arc-en-ciel à Courrières de Jules Breton.

### Typologie
Au 1er janvier 2024, Courrières est catégorisée grand centre urbain, selon la nouvelle grille communale de densité à sept niveaux définie par l'Insee en 2022.
Elle appartient à l'unité urbaine de Douai-Lens, une agglomération inter-départementale regroupant 67  communes, dont elle est une commune de la banlieue,,. Par ailleurs la commune fait partie de l'aire d'attraction de Lens - Liévin, dont elle est une commune du pôle principal,. Cette aire, qui regroupe 50 communes, est catégorisée dans les aires de 200 000 à moins de 700 000 habitants,.

### Occupation des sols
L'occupation des sols de la commune, telle qu'elle ressort de la base de données européenne d’occupation biophysique des sols Corine Land Cover (CLC), est marquée par l'importance des territoires artificialisés (48,8 % en 2018), en augmentation par rapport à 1990 (45,1 %). La répartition détaillée en 2018 est la suivante : 
terres arables (47 %), zones urbanisées (33,2 %), zones industrielles ou commerciales et réseaux de communication (12 %), espaces verts artificialisés, non agricoles (3,5 %), forêts (3,1 %), milieux à végétation arbustive et/ou herbacée (1,1 %), zones agricoles hétérogènes (0,1 %). L'évolution de l’occupation des sols de la commune et de ses infrastructures peut être observée sur les différentes représentations cartographiques du territoire : la carte de Cassini (XVIIIe siècle), la carte d'état-major (1820-1866) et les cartes ou photos aériennes de l'IGN pour la période actuelle (1950 à aujourd'hui).

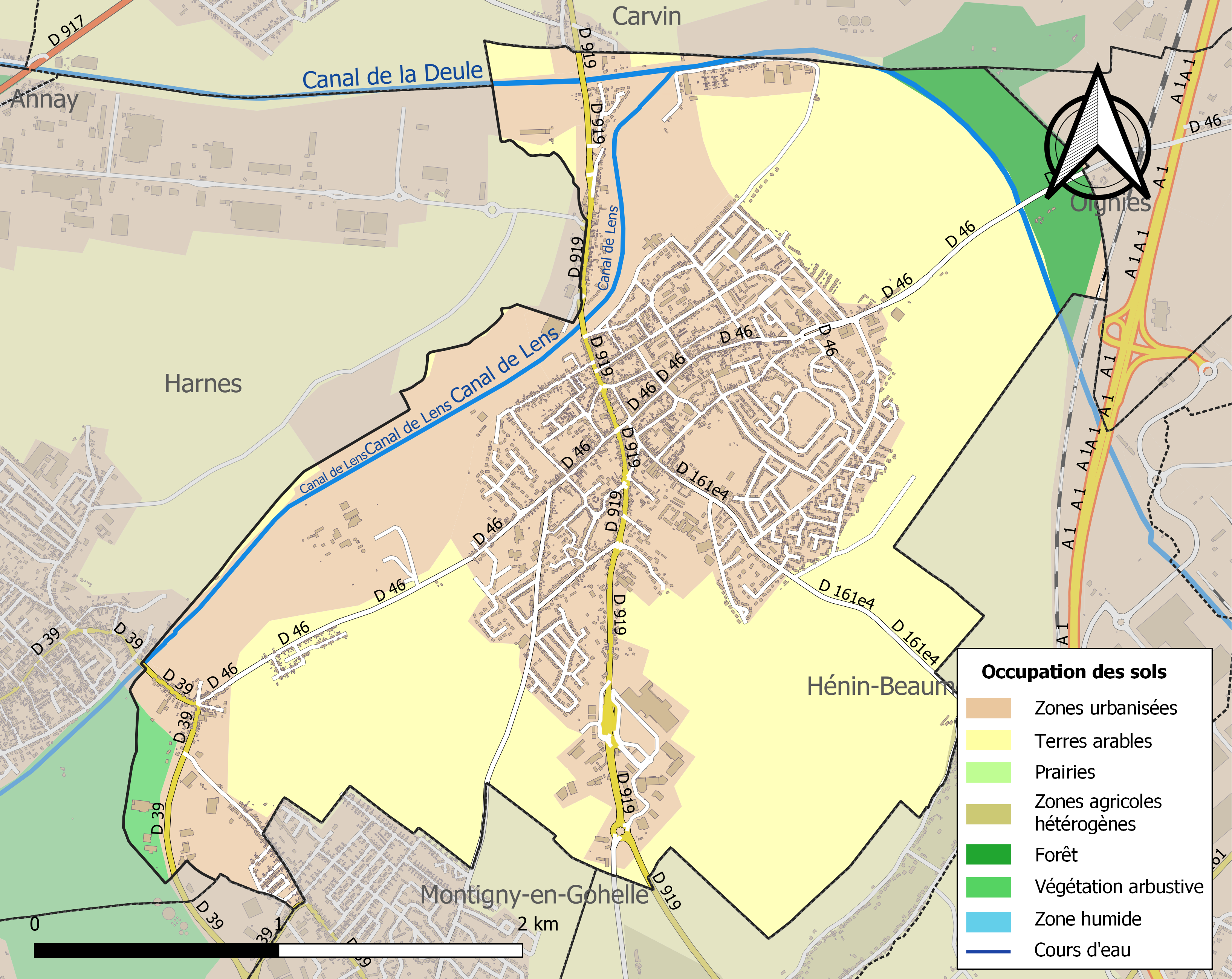
Carte des infrastructures et de l'occupation des sols de la commune en 2018 (CLC).

### Logement
En 2021, le nombre total de logements dans la commune était de 4 496, alors qu'il était de 4 552 en 2015 et de 4 384 en 2010
, soit une progression du nombre total de logements de 2,6 % depuis 2010.
Parmi ces 4 496 logements, 94,1 % étaient des résidences principales, (soit 4 229 logements), 0,3 % des résidences secondaires et 5,6 % des logements vacants. Ces logements étaient pour 81,8 % d'entre eux des maisons individuelles et pour 18,0 % des appartements.
Sur les 4 229 résidences principales, 59,0 % sont occupées par des propriétaires,  39,6 % par des locataires et 1,4 % par des personnes logées gratuitement.
Le tableau ci-dessous présente la typologie des logements à Courrières en 2021 en comparaison avec celle du Pas-de-Calais et de la France entière. Une caractéristique marquante du parc de logements est ainsi la faible proportion des résidences secondaires et logements occasionnels (0,3 %) par rapport au département (6,5 %) et à la France entière (9,7 %) ainsi que d'une proportion de logements vacants (5,6 %) inférieure à celle du département (7,3 %) et de la France entière (8,1 %).
| Typologie                                               | Courrières | Pas-de-Calais | France entière |
| ------------------------------------------------------- | ---------- | ------------- | -------------- |
| Résidences principales (en %)                           | 94,1       | 86,1          | 82,2           |
| Résidences secondaires et logements occasionnels (en %) | 0,3        | 6,5           | 9,7            |
| Logements vacants (en %)                                | 5,6        | 7,3           | 8,1            |

### Voies de communication et transports

#### Voies de communication
La commune est desservie par les routes départementales D 46 et D 919 et est proche (3 km) de la sortie no 16 de la rocade minière reliant l'A26 au niveau de Bully-les-Mines à l'A2 au niveau de Douchy-les-Mines.

#### Transport ferroviaire
La commune se trouve à 5 km, au nord, de la gare de Dourges, située sur la ligne de Lens à Ostricourt et desservie par des trains TER Hauts-de-France.
La commune était située sur la ligne d'Hénin-Beaumont à Bauvin - Provin, une ancienne ligne de chemin de fer qui reliait, de 1879 à 1970, Hénin-Beaumont (Pas-de-Calais) à Bauvin (Nord).

## Toponymie
Le nom de la localité est attesté sous les formes Currierum (1024) ; Coureriæ (1070) ; Coreriæ (1119) ; Cureriæ (1129) ; Coreres (1162) ; Corieres (1223) ; Kourieres (1229) ; Couriers (1240) ; Chourieres (1254) ; Courieres (1310) ; Courrierez (1330) ; Courierez (1336) ; Courriers (1638) ; Courrières (1766).
Le nom de la ville aurait pour origine, corulus ou corylus : coudrier (ancien nom du noisetier) ce qui aurait dérivé en Coorerise puis, Currierum, Courieraie et enfin Courrières.

## Histoire

### Moyen Âge
En 1002, Anselme Ier, Comte de Lens et de Saint-Pol, fit construire à Courrières, un château-fort.
Au XVe siècle, Courrières était dans la dépendance des ducs de Bourgogne.

### Époque moderne
En 1532, Jean de Montmorency, seigneur de Courrières et chambellan de Charles Quint, chevalier de la Toison d'Or, gouverneur du château de la Motte-au-Bois en 1525, fit édifier l’église Saint-Piat dont le clocher et le côté gauche de la nef subsistent. Faisant partie des Pays-Bas espagnols, Courrières fut rattachée à la France en 1659 par le traité des Pyrénées.
En 1665, Courrières est une baronnie appartenant à François Alexandre d'Oignies, marié à Angéline de Bryas. Angéline hérite de son frère Albert de Bryas une seigneurie située dans la châtellenie de Bourbourg.
En 1724, la baronnie de Courrières est toujours aux mains de la famille d'Oignies : François Joseph d'Oignies, dont un fils François Joseph est baron de Robecq et un autre fils Louis Théodore, baron d'Oignies, est prêtre à l'église Saint-Donat de Bruges.
À côté de la seigneurie de Courrières, le lieu comprend différents fiefs donnant à leur possesseur le titre de seigneur. Ainsi au XVIIIe siècle, Ernest-Joseph Cardon (1722-1772) est seigneur du Rotoy à Courrières. Fils d'Ignace-Joseph, seigneur du Jardin, bourgeois de Lille, et de Marguerite-Thérèse Dancoisne, dite Le Cocq, il est baptisé à Lille le 7 janvier 1722. D'abord novice jésuite à Tournai, on le retrouve échevin de Lille, administrateur de la Charité générale, marguillier de La Madeleine. Mort le 23 novembre 1772, il est inhumé dans la collégiale Saint-Pierre de Lille. il épouse le 22 octobre 1759, Catherine-Françoise Desruelles (1734-1791), fille de Pierre-Antoine-Constantin et de Marie-Françoise-Prevost, née en 1734, morte le 1er septembre 1791, enterrée au cimetière de Fives.

### Époque contemporaine
L'histoire de la région reste marquée par une catastrophe minière improprement appelée catastrophe de Courrières, par référence au nom de la compagnie minière concernée. Ce dramatique accident fit 1099 morts le 10 mars 1906. Il ne se déroula pas sur le territoire courriérois mais sur celui des communes de Billy-Montigny, Méricourt et Sallaumines.

#### Exploitation Charbonnière

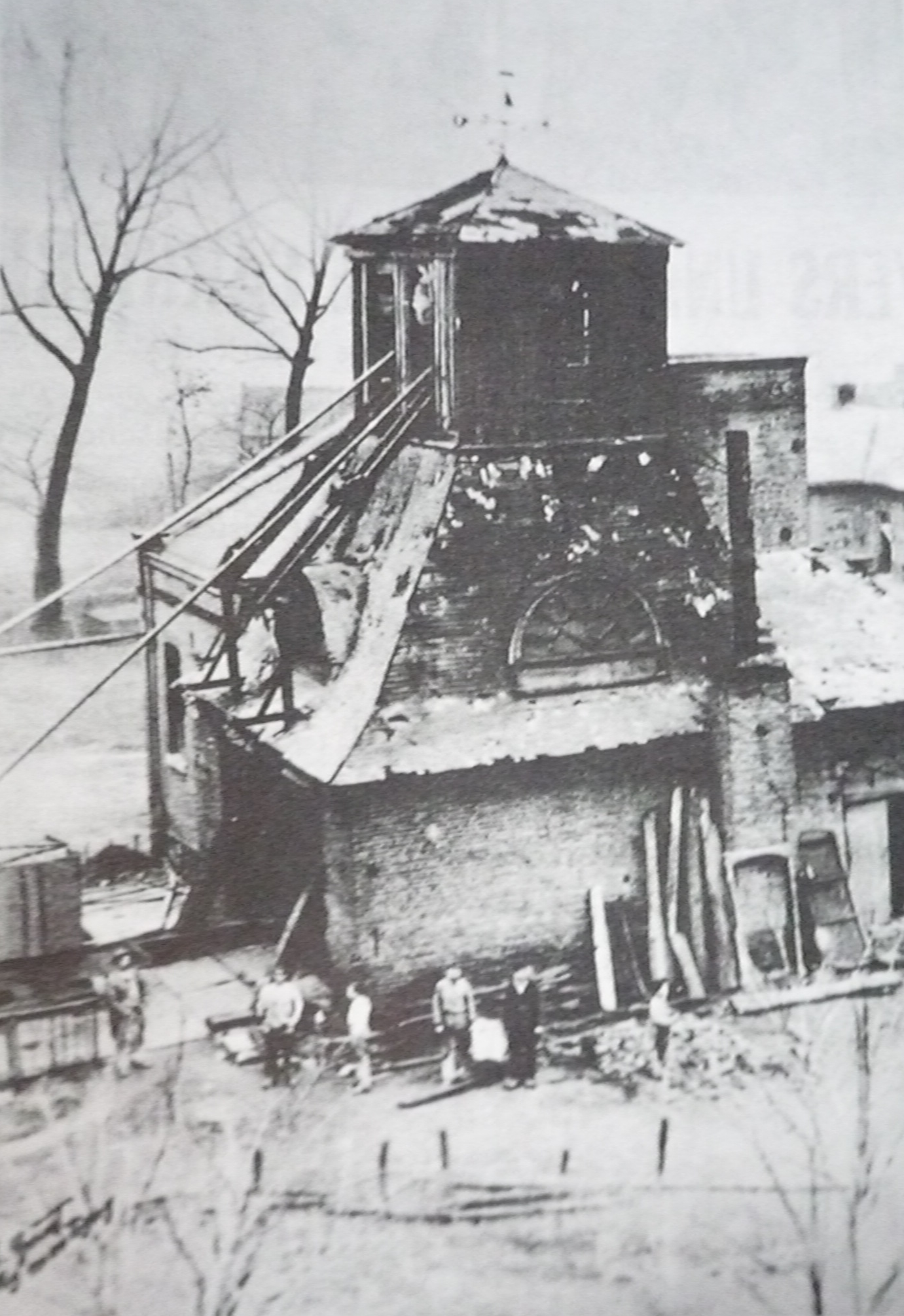
La fosse no 1 en 1899.

Courrières est le nom d'une des plus importantes compagnies minières de France. Cependant, peu d'activités minières étaient situées sur le territoire communal, au regard de l'importance de la compagnie qui doit son nom à la création de son premier puits sur le territoire de Courrières.
En mars 1880, Vincent van Gogh après avoir été « mineur parmi les mineurs » et « pauvre parmi les pauvres », sa descente à 700 mètres dans le puits B du charbonnage de Marcasse, sa mission d'évangéliste non reconduite décide de venir à Courrières rencontrer Jules Breton qu'il avait déjà croisé à Paris à la galerie Goupil. Il prend le train de Mons à Valenciennes continue son voyage à pied par un temps détestable. Arrivé à Courrières, Jules Breton n'est pas présent. Découvrant son atelier de briques, colonnades et statues, il le trouve certainement luxueux par rapport à ces conditions de prêtres-ouvriers.
Désemparé, il passe par l'église ou il regarde un tableau (copie) de Jules Breton la mise au tombeau de Titien, découvre Don Quichotte au café des Beaux-Arts. Il s'en retourne à Cuesmes dans le Borinage à pied avec un voyage pénible dormant dans de la paille, vendant quelques dessins pour subsister, et prend alors la décision de vouer sa vie à la peinture. Il lui reste dix ans de vie et 2 000 œuvres à réaliser. Le 24 septembre 1880, il écrit à son frère Théo : « Il s’agit pour moi d’apprendre à bien dessiner, à être maître soit de mon crayon, soit de mon fusain, soit de mon pinceau, une fois cela obtenu je ferai de bonnes choses presque n’importe où, et le Borinage est tout aussi pittoresque que le vieux Venise, que l’Arabie, que la Bretagne, la Normandie, Picardie, ou Brie »,.

#### Fosse 1 de Courrières
Mis en service en 1849, d'un diamètre de 3,50 m, ce puits fut le 1er du département du Pas-de-Calais. C'est grâce au personnel de la compagnie de Douchy que fut réalisé ce fonçage à l'entrée de Courrières sur la route d'Hénin-Beaumont. La fosse exploite un gisement de charbons maigres mais très grisouteux. La fosse est terminée en 1851 et le puits atteint 265 m en 1952. Cette fosse fut vite surnommée Poussière. Le houiller est atteint à 147 m. Le cuvelage est fait en bois de 8 à 90 m de profondeur. Des accrochages sont réalisés à -184,-211 et -231 m. La Fosse est arrêtée vers 1900, son gisement étant trop accidenté. Le puits servira aux recherches de gisement et à l'aérage pour être remblayé en 1914. En 2009 ne subsiste qu'un ancien atelier transformé en brasserie.

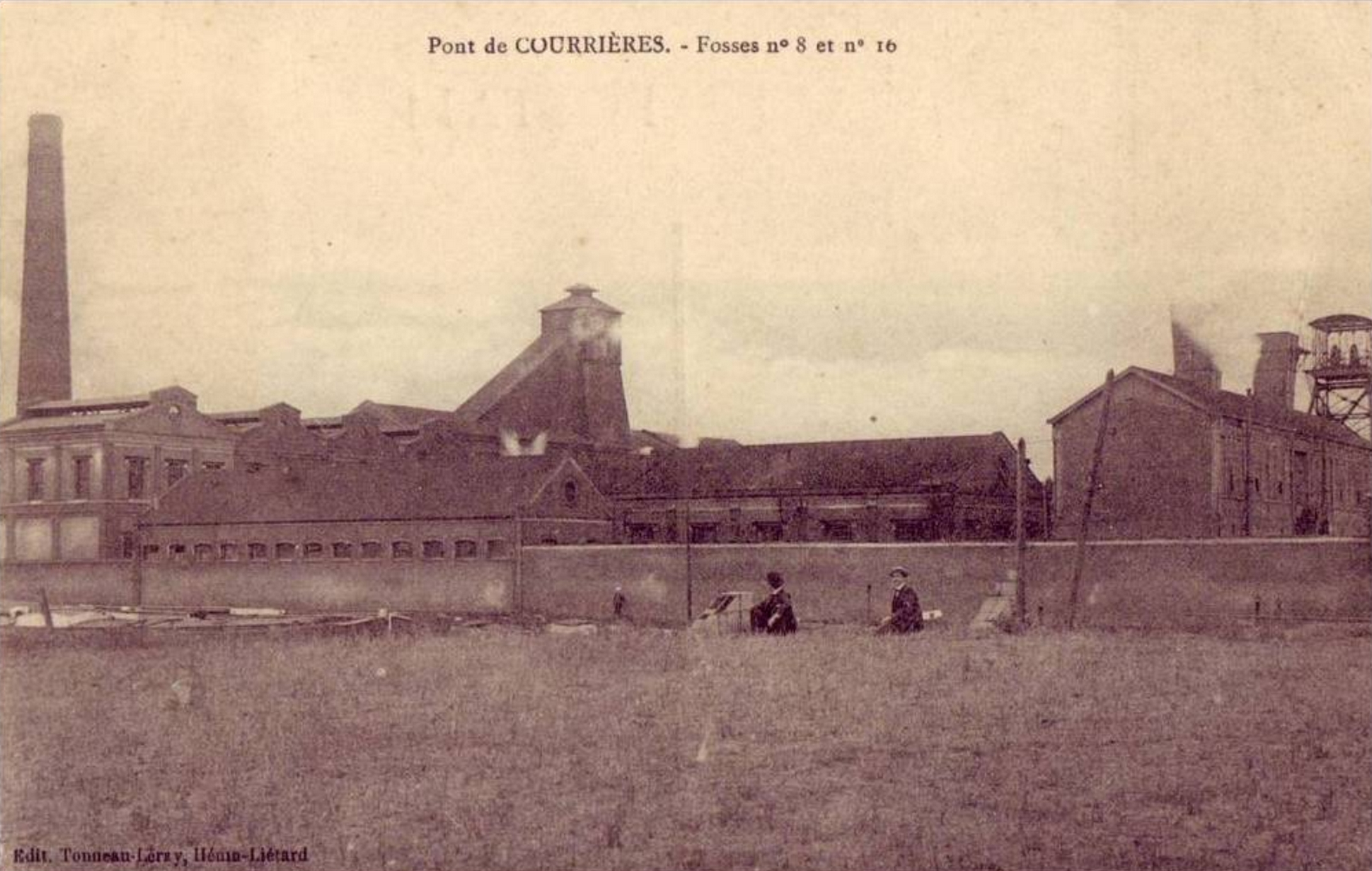
La fosse no 8 - 16 de Courrières en 1920.

#### Fosse 8 de Courrières
Elle a été fondée en 1889 au diamètre de 4,60 m sur la commune de Courrières en bordure du canal pour exploiter un gisement de charbons maigres. Le houiller est atteint à 137,35 m et les premiers accrochages à 153,188 et 225 m de profondeur. Le puits jumeau no 16 sera ajouté en 1906. Le chevalement est démoli en 1958 pour être remplacé par une tour de béton de 14 m. une installation de dégazage est installée en 1967. Le puits 16 (350 m) est remblayé en 1963, le 8 (361 m) l'est en 1974. Les ventilateurs seront démontés et réinstallés au 9 de Lens.

#### Centrale de Courrières

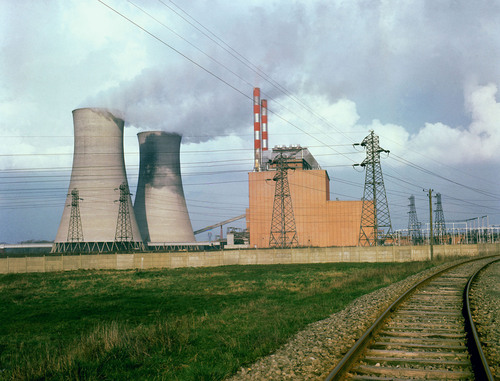
Centrale de Courrières en 1980.

Troisième supercentrale des HBNPC (Houillères du Bassin du Nord - Pas-de-Calais), comme appelée à l'époque. Elle est mise en service en 1962. Jumelle des centrales de Violaines et d'Hornaing, Elle alimente les derniers sièges et la cokerie de Drocourt. Elle brûle les bas produits ainsi que les produits huileux, avant sa fermeture. Les Houillères décident l'implantation sur le site de SOTRENOR, incinérateur industriel des huiles et produits polluants, qui reprendra cette activité de la Centrale après son arrêt, qui interviendra en 1992. Elle est ensuite totalement détruite. Il ne subsiste que les murs et grilles d'entrée et d'enceinte, la fondation d'un des réfrigérants, intégré à un parc, le terril à cendres, en exploitation et le hangar des bulldozers, à proximité du terril.

#### Première Guerre mondiale
La commune est décorée de la croix de guerre 1914-1918 par décret du 25 septembre 1920, distinction également attribuée à 276 autres communes du Pas-de-Calais.

#### Seconde Guerre mondiale
Pendant la Seconde Guerre mondiale, au cours de la bataille de France, le 28 mai 1940, 45 hommes sont assassinés par des soldats de la 267e Infanterie-Division, la ville est incendiée et détruite à 90 %.
Après la guerre, la croix de Guerre 1939-1945 avec palme est attribuée à Courrières, en tant que ville martyre.

## Politique et administration

### Découpage territorial
La commune se trouve dans l'arrondissement de Lens du département du Pas-de-Calais depuis 1962, auparavant, depuis 1801, elle se trouvait dans l'arrondissement de Béthune.

#### Commune et intercommunalités
La commune est membre de la communauté d'agglomération Hénin-Carvin qui regroupe 14 communes et totalise 126 840 habitants en 2021.

#### Circonscriptions administratives
La commune est rattachée au canton de Carvin.

#### Circonscriptions électorales
Pour l'élection des députés, la commune fait partie de la onzième circonscription du Pas-de-Calais.

### Élections municipales et communautaires

#### Élections municipales 2020
- Maire sortant : Christophe Pilch (PS)
- 33 sièges à pourvoir au conseil municipal (population légale 2017 : 10 512 habitants)
- 5 sièges à pourvoir au conseil communautaire (CA Hénin-Carvin)

|                          |                          |                          |              |              |        |        |  |  |  |
| Tête de liste            | Tête de liste            | Liste                    | Premier tour | Premier tour | Sièges | Sièges |  |  |  |
| Tête de liste            | Tête de liste            | Liste                    | Voix         | %            | CM     | CC     |  |  |  |
|                          | Christophe Pilch         | PS                       | 2 598        | 75,94        | 29     | 5      |  |  |  |
|                          | Patricia Rousseau        | DVG                      | 823          | 24,06        | 4      | 0      |  |  |  |
|                          |                          |                          |              |              |        |        |  |  |  |
| Votes valides            | Votes valides            | Votes valides            | 3 421        | 97,50        |        |        |  |  |  |
| Votes blancs             | Votes blancs             | Votes blancs             | 30           | 0,85         |        |        |  |  |  |
| Votes nuls               | Votes nuls               | Votes nuls               | 58           | 1,65         |        |        |  |  |  |
| Total                    | Total                    | Total                    | 3 509        | 100          | 33     | 5      |  |  |  |
| Abstention               | Abstention               | Abstention               | 4 225        | 54,63        |        |        |  |  |  |
| Inscrits / participation | Inscrits / participation | Inscrits / participation | 7 734        | 45,37        |        |        |  |  |  |

#### Liste des maires
En 2014, le maire sortant Christophe Pilch (LUG) est le seul à se présenter à sa succession. L'abstention s'élève alors à 46,97 %.
| Période                                  | Période                      | Identité               | Étiquette    | Qualité |
| ---------------------------------------- | ---------------------------- | ---------------------- | ------------ | --- |
| Les données manquantes sont à compléter. |                              |                        |              | |
| 1898                                     | mai 1912                     | Maurice Tilloy         | Républicain  | Industriel Conseiller général de Carvin (1902 → 1910) Conseiller d'arrondissement de Carvin (1901 → 1902) |
| mai 1912                                 | juillet 1918                 | Uriane Sorriaux        | SFIO         | Ouvrier mineur Conseiller d'arrondissement de Carvin (1913 → 1918) Mort en captivité |
| Les données manquantes sont à compléter. |                              |                        |              | |
| mai 1940                                 | décembre 1940                | Louis Péru (1881-1971) |              | Ouvrier forgeron puis ajusteur mécanicien Adjoint au maire (1919 → 1940) |
| décembre 1940                            |                              | André Lepoivre         |              | |
| Les données manquantes sont à compléter. |                              |                        |              | |
| novembre 1944                            | mai 1945                     | Louis Péru (1881-1971) |              | Ouvrier forgeron puis ajusteur mécanicien Chevalier de la Légion d'honneur (1958) Chevalier des Palmes académiques |
| mai 1945                                 | juin 1981                    | Camille Delabre        | SFIO puis PS | Instituteur Député du Pas-de-Calais (1954 → 1955 puis 1956 → 1958) Conseiller général de Carvin (1949 → 1955 puis 1961 → 1973) Démissionnaire |
| juin 1981                                | mars 2003                    | Albert Facon           | PS           | Professeur Député du Pas-de-Calais (14e circ.) (1988 → 1993 puis 1997 → 2012) Conseiller général de Courrières (1982 → 2001) Conseiller régional du Nord-Pas-de-Calais (1986 → 1988) Président de la CA Hénin-Carvin (2001 → 2008) Démissionnaire           |
| mars 2003                                | En cours (au 8 février 2022) | Christophe Pilch       | PS           | Conseiller régional du Nord-Pas-de-Calais (2010 → 2015) 15e vice-président du conseil régional (2010 → 2015) 2e vice-président (2014 → 2017) puis président de la CA Hénin-Carvin (2017 → ) Réélu pour le mandat 2014-2020, Réélu pour le mandat 2020-2026, |

### Autres élections
Lors de l'élection présidentielle de 2022, les électeurs de la commune se sont exprimés à 60,86 % pour Marine Le Pen et à 39,14 % pour Emmanuel Macron, puis aux élections européennes du 9 juin 2024 à 51,43 % pour la liste du Rassemblement national.

### Jumelages
| Ville | Ville       | Pays | Pays        | Période     |
| ----- | ----------- | ---- | ----------- | ----------- |
|       | Aylesham    |      | Royaume-Uni | depuis 1974 |
|       | Barlinek    |      | Pologne     | depuis 1998 |
|       | Weißenthurm |      | Allemagne   | depuis 1974 |

## Équipements et services publics

### Enseignement
La commune est située dans l'académie de Lille et dépend, pour les vacances scolaires, de la zone B.
On dénombre neuf établissements scolaires :
- un collège ;
- quatre écoles maternelles, trois écoles élémentaires ;
- une école primaire privé[43].

### Justice, sécurité, secours et défense
La commune dépend du tribunal de proximité de Lens, du conseil de prud'hommes de Lens, du tribunal judiciaire de Béthune, de la cour d'appel de Douai, du tribunal de commerce d'Arras, du tribunal administratif de Lille, de la cour administrative d'appel de Douai, du pôle nationalité du tribunal judiciaire de Béthune et du tribunal pour enfants de Béthune.

## Population et société

### Démographie

#### Évolution démographique
L'évolution du nombre d'habitants est connue à travers les recensements de la population effectués dans la commune depuis 1793. Pour les communes de plus de 10 000 habitants les recensements ont lieu chaque année à la suite d'une enquête par sondage auprès d'un échantillon d'adresses représentant 8 % de leurs logements, contrairement aux autres communes qui ont un recensement réel tous les cinq ans,.

En 2022, la commune comptait 10 160 habitants, en évolution de −3,96 % par rapport à 2016 (Pas-de-Calais : −0,72 %, France hors Mayotte : +2,11 %).
| 1793  | 1800  | 1806  | 1821  | 1831  | 1836  | 1841  | 1846  | 1851  |
| ----- | ----- | ----- | ----- | ----- | ----- | ----- | ----- | ----- |
| 2 297 | 2 460 | 2 504 | 2 642 | 2 760 | 2 617 | 2 610 | 2 538 | 2 801 |

| 1856  | 1861  | 1866  | 1872  | 1876  | 1881  | 1886  | 1891  | 1896  |
| ----- | ----- | ----- | ----- | ----- | ----- | ----- | ----- | ----- |
| 2 892 | 3 010 | 3 062 | 2 981 | 3 279 | 3 332 | 3 460 | 3 470 | 3 908 |

| 1901  | 1906  | 1911  | 1921  | 1926  | 1931  | 1936  | 1946  | 1954  |
| ----- | ----- | ----- | ----- | ----- | ----- | ----- | ----- | ----- |
| 4 274 | 4 905 | 5 559 | 4 205 | 5 396 | 5 306 | 5 053 | 5 050 | 5 818 |

| 1962  | 1968  | 1975   | 1982   | 1990   | 1999   | 2006   | 2011   | 2016   |
| ----- | ----- | ------ | ------ | ------ | ------ | ------ | ------ | ------ |
| 7 738 | 9 296 | 12 491 | 12 612 | 11 376 | 10 588 | 10 330 | 10 618 | 10 579 |

| 2021   | 2022   | - | - | - | - | - | - | - |
| ------ | ------ | - | - | - | - | - | - | - |
| 10 199 | 10 160 | - | - | - | - | - | - | - |

#### Pyramide des âges
En 2018, le taux de personnes d'un âge inférieur à 30 ans s'élève à 37,0 %, soit au-dessus de la moyenne départementale (36,7 %). À l'inverse, le taux de personnes d'âge supérieur à 60 ans est de 24,4 % la même année, alors qu'il est de 24,9 % au niveau départemental.
En 2018, la commune comptait 5 105 hommes pour 5 439 femmes, soit un taux de 51,58 % de femmes, légèrement supérieur au taux départemental (51,5 %).
Les pyramides des âges de la commune et du département s'établissent comme suit.
| Hommes | Classe d’âge | Femmes |
| ------ | ------------ | ------ |
| 0,4    | 90 ou +      | 1,1    |
| 6,0    | 75-89 ans    | 8,3    |
| 14,6   | 60-74 ans    | 18,0   |
| 22,1   | 45-59 ans    | 18,6   |
| 17,5   | 30-44 ans    | 19,0   |
| 17,3   | 15-29 ans    | 16,0   |
| 22,0   | 0-14 ans     | 19,0   |

| Hommes | Classe d’âge | Femmes |
| ------ | ------------ | ------ |
| 0,5    | 90 ou +      | 1,6    |
| 5,6    | 75-89 ans    | 8,9    |
| 16,7   | 60-74 ans    | 18,1   |
| 20,2   | 45-59 ans    | 19,2   |
| 18,9   | 30-44 ans    | 18,1   |
| 18,2   | 15-29 ans    | 16,2   |
| 19,9   | 0-14 ans     | 17,9   |

### Vie associative
La commune dispose de deux harmonies héritées du temps des mines : l'harmonie Union Fait la Force et l'harmonie Hilariter.

### Cultes

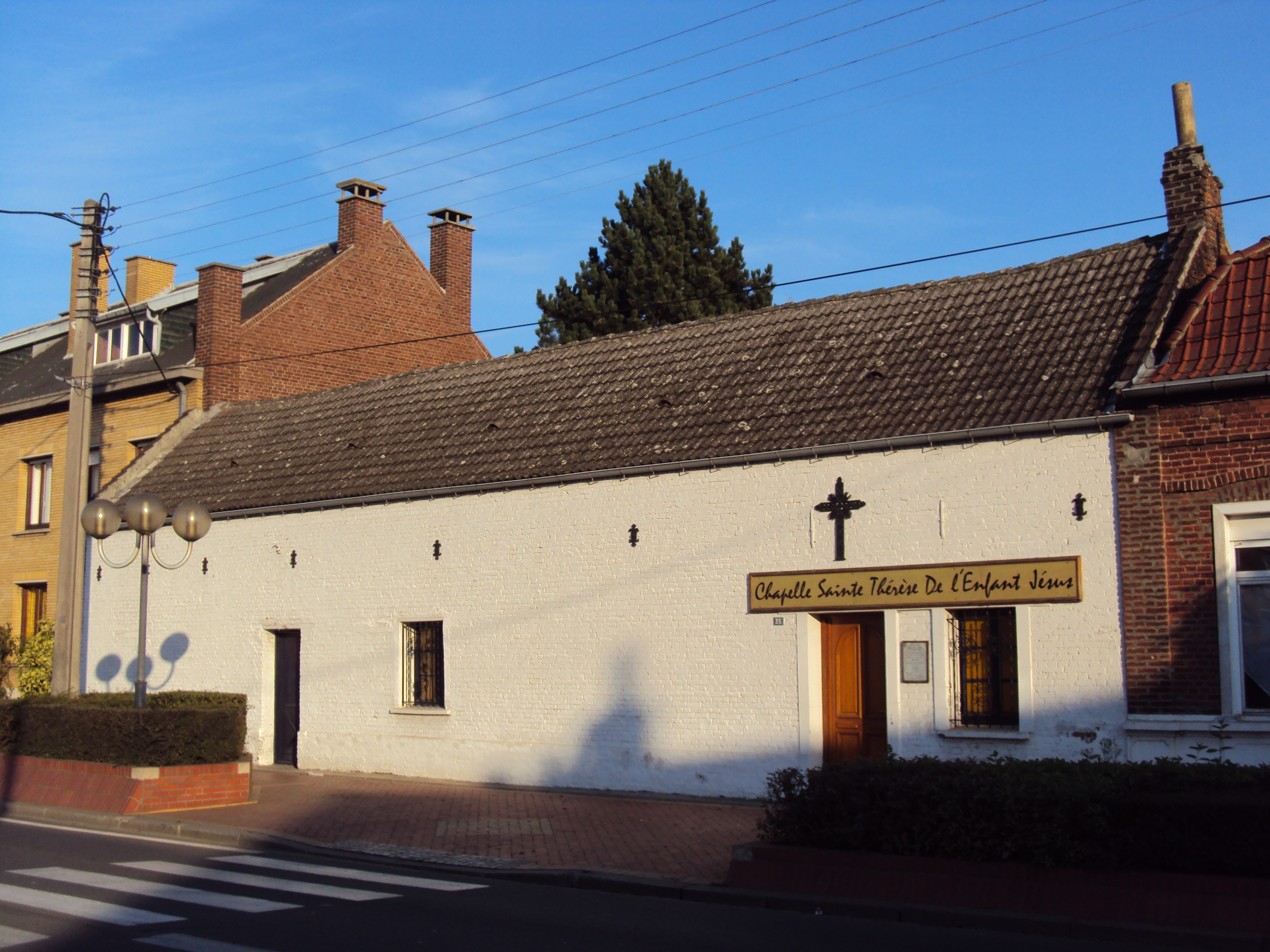
Chapelle Sainte-Thérèse-de-l’Enfant-Jésus.

- l'église Saint-Piat (voir Monuments historiques). Elle est rattachée au diocèse d'Arras, à la paroisse Saints Pierre et Paul aux Portes du Nord qui regroupe Carvin, Courrières, Estevelles, Libercourt et Oignies, et au doyenné d'Hénin-Carvin.
- la chapelle Sainte-Thérèse-de-l’Enfant-Jésus
- la mosquée Ennasr la plus proche située rue d'Harnes à Hénin-Beaumont.

## Économie

### Revenus de la population et fiscalité
En 2021, la commune compte 4 224 ménages fiscaux, regroupant 10 011 personnes.
Le revenu fiscal médian par ménage, le taux de pauvreté des ménages et la part des ménages fiscaux imposés de la commune, du département du Pas-de-Calais et de la métropole sont les suivants :
- le revenu fiscal médian par ménage de la commune est de 20 310 €, inférieur à celui du département du Pas-de-Calais (20 720 €) et inférieur à celui de la France métropolitaine (23 080 €)[Insee 6],[Insee 7],[Insee 8] ;
- le taux de pauvreté des ménages de la commune est de 19 %, de 18,4 % au niveau du département et de 14,9 % au niveau de la métropole[Insee 9],[Insee 10],[Insee 11] ;
- la part des ménages fiscaux imposés dans la commune est de 42 %, de 44,1 % au niveau du département et de 53,4 % au niveau de la métropole[Insee 6],[Insee 7],[Insee 8].

### Emploi
|                       | 2010   | 2015   | 2021   |
| --------------------- | ------ | ------ | ------ |
| Commune               | 16,2 % | 16,2 % | 14,3 % |
| Département           | 15,4 % | 17,7 % | 14,7 % |
| France métropolitaine | 11,6 % | 13,7 % | 11,7 % |

En 2021, la population âgée de 15 à 64 ans s'élève à 6 145 personnes, parmi lesquelles on compte 69,9 % d'actifs (59,9 % ayant un emploi et 10,0 % de chômeurs) et 30,1 % d'inactifs,. En 2021, le taux de chômage communal (au sens du recensement) des 15-64 ans est inférieur à celui du département et supérieur à celui de la France métropolitaine.
La commune fait partie du pôle principal de l'aire d'attraction de Lens - Liévin,. Elle compte 2 712 emplois en 2021, contre 2 599 en 2015 et 2 511 en 2010. Le nombre d'actifs ayant un emploi résidant dans la commune est de 3 707, soit un indicateur de concentration d'emploi de 73,2 et un taux d'activité parmi les 15 ans ou plus de 52,7 %.
Sur ces 3 707 actifs de 15 ans ou plus ayant un emploi, 685 travaillent dans la commune, soit 19 % des habitants. Pour se rendre au travail, 84,4 % des habitants utilisent une voiture, un camion ou une fourgonnette, 5,7 % les transports en commun, 7 % s'y rendent en deux-roues, à vélo ou à pied et 3,0 % n'ont pas besoin de transport (travail au domicile).

### Entreprises et commerces

#### Agriculture
La commune est dans l'« Artois », une petite région agricole dans le département du Pas-de-Calais. En 2020, l'orientation technico-économique de l'agriculture  sur la commune est l'exploitation de grandes cultures (hors céréales et oléo-protéagineux). 
|               | 1988 | 2000 | 2010 | 2020 |
| ------------- | ---- | ---- | ---- | ---- |
| Exploitations | 12   | 6    | 6    | 2    |
| SAU (ha)      | 346  | 256  | 191  | 190  |

Le nombre d'exploitations agricoles en activité et ayant leur siège dans la commune est passé de 12 lors du recensement agricole de 1988  à 6 en 2000 puis à 6 en 2010 et enfin à 2 en 2020, soit une baisse de 83 %. La surface agricole utilisée sur la commune a également diminué, passant de 346 ha en 1988 à 190 ha en 2020. Parallèlement la surface agricole utilisée moyenne par exploitation a augmenté, passant de 29 à 95 ha,.

#### Activités hors agriculture
527 établissements marchands non agricoles sont économiquement actifs en 2022 à Courrières,,.
| Secteur d'activité                                                                                        | Commune | Commune | Département |
| Secteur d'activité                                                                                        | Nombre  | %       | %           |
| --- | ------- | ------- | ----------- |
| Ensemble                                                                                                  | 527     | 100 %   | (100 %)     |
| Industrie manufacturière, industries extractives et autres                                                | 28      | 5,3 %   | (6,8 %)     |
| Construction                                                                                              | 60      | 11,4 %  | (10,6 %)    |
| Commerce de gros et de détail, transports, hébergement et restauration                                    | 137     | 26,0 %  | (29,3 %)    |
| Information et communication                                                                              | 8       | 1,5 %   | (1,9 %)     |
| Activités financières et d'assurance                                                                      | 25      | 4,7 %   | (5,0 %)     |
| Activités immobilières                                                                                    | 22      | 4,2 %   | (4,9 %)     |
| Activités spécialisées, scientifiques et techniques et activités de services administratifs et de soutien | 74      | 14,0 %  | (14,2 %)    |
| Administration publique, enseignement, santé humaine et action sociale                                    | 118     | 22,4 %  | (16,8 %)    |
| Autres activités de services                                                                              | 55      | 10,4 %  | (10,5 %)    |

Le secteur de l'administration publique, enseignement, santé humaine et action sociale avec 22,4 % du nombre total d'établissements de la commune est supérieur à celui du département (16,8 %), et, à l'inverse, le secteur du commerce de gros et de détail, transports, hébergement et restauration représente 26 % du nombre total d'établissements de la commune contre 29,3 % au niveau départemental.

## Culture locale et patrimoine

### Lieux et monuments

#### Patrimoine mondial
Depuis le 30 juin 2012, la valeur universelle et historique du bassin minier du Nord-Pas-de-Calais est reconnue et inscrite sur la liste du patrimoine mondial l’UNESCO. Parmi les 353 sites, répartis sur 109 lieux inclus dans le périmètre du bassin minier, le site no 57 de Courrières est formé par le monument commémoratif à la catastrophe de Courrières,.

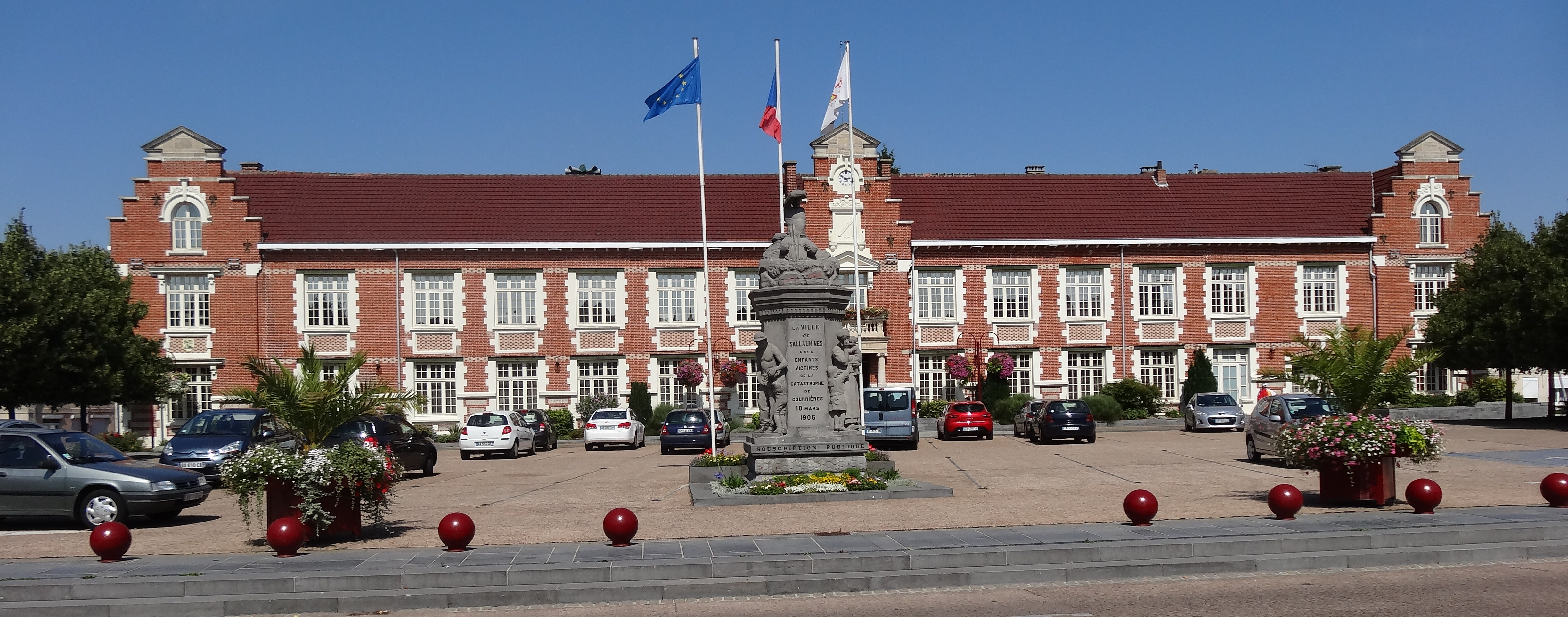
Le monument.
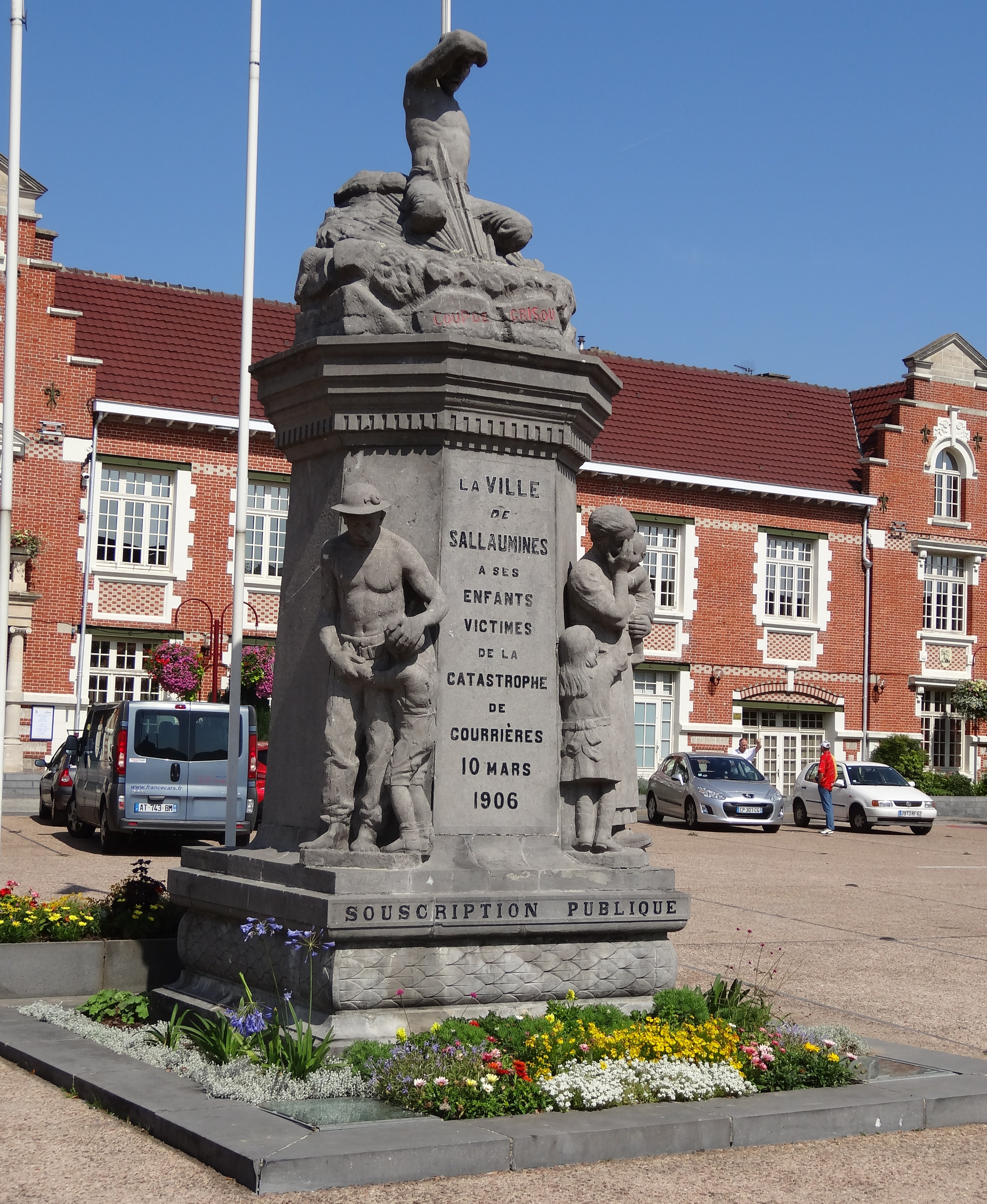
Le monument.
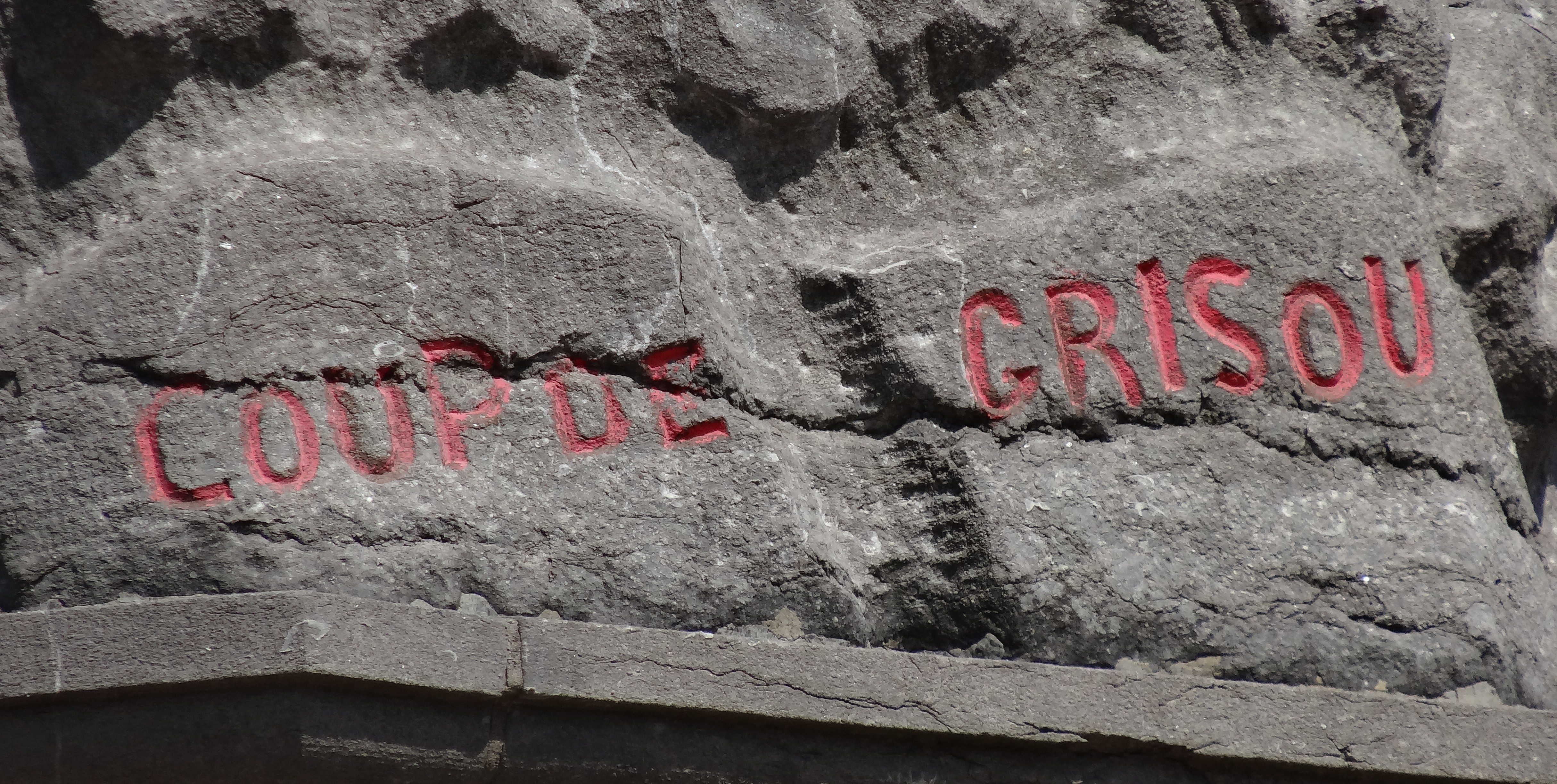
« Coup de grisou ».

#### Monument historique
- L'église Saint-Piat, le clocher et bas-côté nord anciens, le reste reconstruit après 1945, est classée au titre des  monuments historiques par arrêté du 5 janvier 1942[54]. En 2015, elle voit ses vitraux rénovées[55].

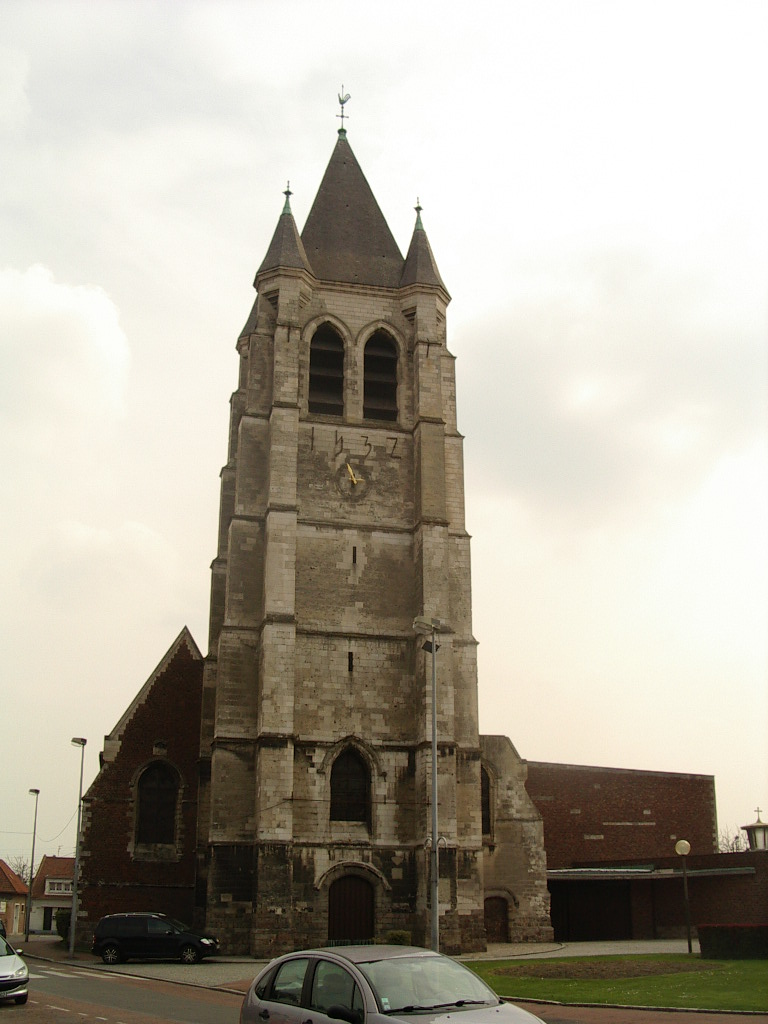
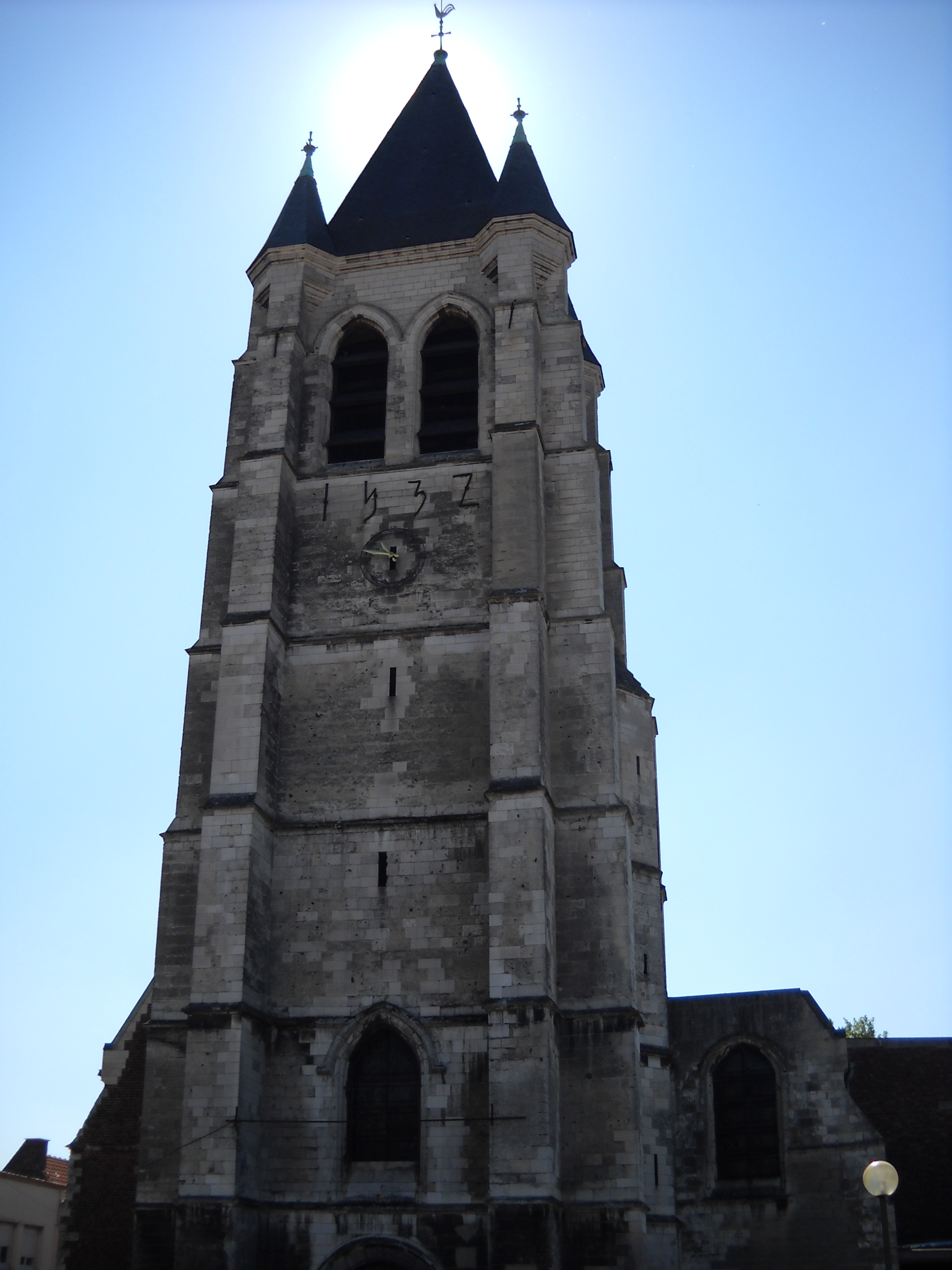

#### Autres lieux et monuments
- Le monument aux morts[56].
- Le cimetière militaire allemand[56].
- Le monument au député du Pas-de-Calais Uriane Sorriaux mort en captivité[56].

### Personnalités liées à la commune

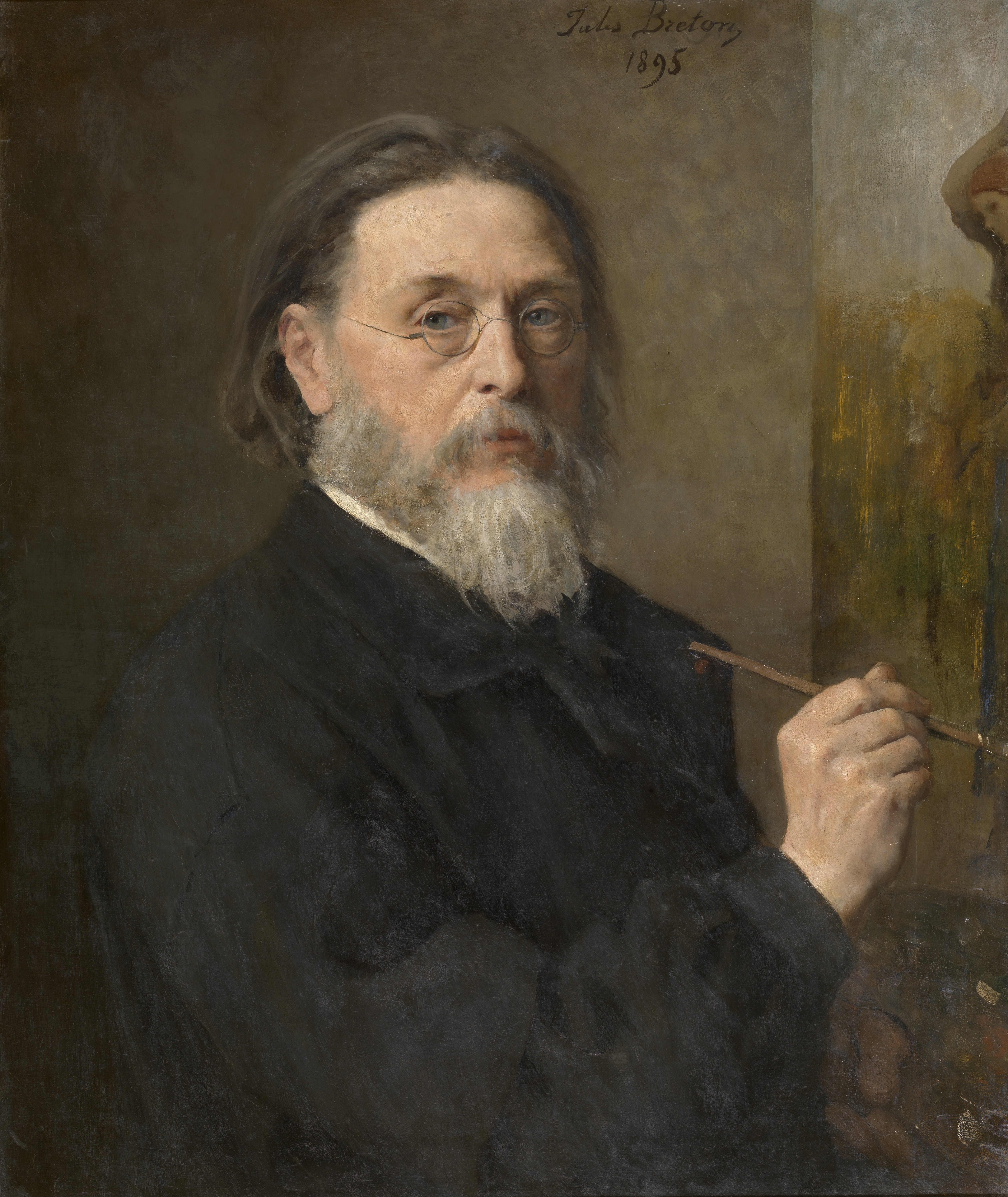
Le peintre Jules Breton.

- Jehan de Montmorency (de) (1500-1563), ambassadeur de Charles Quint, né dans la commune.
- Les trois fils de Marie-Louis Breton, maire de Courrières : 
  - Jules Breton (1827-1906), peintre, né dans la commune ;
  - Émile Breton (1831-1902), peintre, né et mort dans la commune ;
  - Ludovic Breton (1844-1916), ingénieur chargé des travaux d'étude de percement des premiers kilomètres du tunnel ferroviaire sous la Manche de 1879 à 1883, a vécu dans la commune.
- Virginie Demont-Breton (1859-1935), artiste peintre et femme de lettres, fille du peintre Jules Breton, née dans la commune.
- Jules-Louis Breton (1872-1940), inventeur, dirigeant d'organisme de recherche publique, et homme politique, né dans la commune.
- Madeleine de Lyée de Belleau (1873-1957), sculptrice, céramiste, photographe et exploratrice, née et morte dans la commune.
- Camille Delabre (1906-2004), député du Pas-de-Calais, maire de Courrières, secrétaire des jeunesses socialistes, vice-président de la Fédération du Pas-de-Calais de l'UNADIF, secrétaire-adjoint de la fédération départementale de la SFIO, né dans la commune.
- Michel Brulé (1914-1942), militant communiste et résistant, né dans la commune.
- Marcel Debarge (1929-2015), homme politique, né dans la commune.
- Albert Facon (1943-), homme politique et maire de Courrières, né dans la commune.
- Catherine Plewinski (1968-), nageuse, née dans la commune.
- Éric Sikora (1968-), footballeur puis entraineur, né dans la commune.
- Djamel Ainaoui (1975-), lutteur, né dans la commune.
- Cédric Berthelin (1976-), footballeur, né dans la commune.
- Ali Oubaali (1977-), boxeur, né dans la commune.

### Héraldique
| Blason de Courrières | Blason  | D'or à la croix de gueules cantonnée de seize alérions d'azur, quatre dans chaque canton.                                                      |
| Blason de Courrières | Détails | La commune de Courrières relève, et sans brisure, les armes de l'illustre maison de Montmorency. Adopté par la municipalité le 5 juillet 1960. |

## Pour approfondir

#### Bases de données, dictionnaires et encyclopédies
- Ressources relatives à la géographie :   - Insee (communes)
  - Ldh/EHESS/Cassini
- Ressource relative à plusieurs domaines :   - Annuaire du service public français
- Notice dans un dictionnaire ou une encyclopédie généraliste :   - Gran Enciclopèdia Catalana
- Notices d'autorité :   - VIAF
  - BnF (données)
  - GND